# Scandalul Insadong
Scandalul Insadong (hangul: 인사동 스캔들; RR: Insadong Seukaendeul) este un film din 2009 produs în Coreea de Sud despre un mare om de afaceri cu sânge rece care angajează un grup de experți restauratori de artă pentru a fura o capodoperă care datează de pe vremea dinastiei Joseon.

## Intriga
O pictură fabuloasă care aparținea palatului regal a fost găsită după 400 de ani. Odată restaurată, ar putea valora cel puțin 40 de milioane de dolari pe piața de licitații internațională. Bae este proprietara galeriei care deține pictura. Ea îl caută pe artistul restaurator de top Lee ca să îl convingă să lucreze la pictură. După o cursă întinsă lui Lee, controversa din jurul picturii este încet-încet dezvaluită. Odată ce pictura este restaurată, experții de artă din Coreea stabilesc o întâlnire colectivă pentru vizionare. Puțini dintre ei știu că este vorba de mult mai mult de atât.. 

## Distributie
- Kim Rae-won ... Lee Kang-jun
- Uhm Jung-hwa ... Bae Tae-jin
- Im Ha-ryong ... Doamna Kwon
- Hong Soo-hyun ... Choi Ha-kyeong
- Kim Jung-tae ... Jang Seok-jin
- Kim Byung-ok ... Ofițerul Kang
- Ma Dong-seok ... Sang-baek
- Oh Jung-se ... Keun-bok
- Ko Chang-seok ... Președintele fabricii de produse contrafăcute

## Vezi și
- Catman (film), un viitor film care se va lansa în 2017 de același regizor

## Legături externe
- Site web oficial ko
- Insadong Scandal la HanCinema
- Insadong Scandal la Korean Movie DatabaseFilm coreean baza de Date
- Insadong Scandal la Internet Movie Database